# Caleb Folan
Caleb Colman Folan (ur. 26 października 1982 w Leeds) – irlandzki piłkarz występujący na pozycji napastnika.

## Kariera klubowa
Folan profesjonalną karierę rozpoczynał w Leeds United. Jednak przed debiutem w jego barwach, w październiku 2001 został wypożyczony do Rushden & Diamonds. Tam spędził miesiąc, a potem powrócił do Leeds. W grudniu tego samego roku powędrował na wypożyczenie do Hull City. Zagrał tam w jednym meczu. Po powrocie do klubu nadal był graczem rezerwowym. W ciągu następnego roku nadal nie zadebiutował w Leeds. Nie zaliczając występu w jego pierwszej drużynie, w styczniu 2003 podpisał kontrakt z trzecioligowym Chesterfield.
W nowym klubie pierwszy występ zanotował 15 lutego 2003 w przegranym 1-2 meczu z Barnsley. 15 marca 2003 zdobył pierwszą bramkę w zawodowej karierze. Było to w zremisowanym 1-1 pojedynku z Notts County. W trakcie pierwszych dwóch sezonów dla ekipy z Recreation Ground był tam rezerwowym. Od początku sezonu 2004/2005 stał się podstawowym graczem jedenastki Chesterfield. W sumie rozegrał tam 102 spotkania i zdobył 15 bramek.
W styczniu 2007 podpisał kontrakt z pierwszoligowym Wigan Athletic. Pierwszy występ zanotował tam 30 stycznia 2007 w przegranym 2-3 meczu z Reading. 21 lutego 2007 strzelił pierwszego gola w trakcie gry w ekstraklasie. Było to w zremisowanym 1-1 spotkaniu z Watfordem. Na koniec sezonu 2006/2007 zajął z klubem zajął siedemnaste miejsce w lidze. W następnym zdążył wystąpić w dwóch spotkaniach, a potem odszedł z klubu.
Podpisał kontrakt z drugoligowym Hull City, w którym przebywał już na wypożyczeniu w 2001 roku. Na koniec debiutanckiego sezonu w Hull uplasował się z klubem na trzeciej pozycji i po wygranych barażach awansował z nim do ekstraklasy. We wrześniu 2009 roku wypożyczono go do Middlesbrough, gdzie rozegrał jedno spotkanie. Następnie wrócił do Hull, w który występował do 2011 roku.
W kolejnych latach występował w drużynach Colorado Rapids (Stany Zjednoczone), Birmingham City, T–Team (Malezja), Bradford City oraz Kanbawza (Mjanma). W 2015 roku zakończył karierę.

## Kariera reprezentacyjna
W reprezentacji Irlandii Folan zadebiutował 15 października 2008 w wygranym 1:0 meczu eliminacji Mistrzostw Świata 2010 z Cyprem. W latach 2008–2009 w drużynie narodowej rozegrał 7 spotkań.